# Wickenburg István
Capellói gróf Wickenburg István (Arad, 1859. június 16. – Velence, Fejér vármegye, 1931. december 30.) fiumei és magyar-horvát tengerparti királyi kormányzó, császári és királyi kamarás, belső titkos tanácsos. 

## Életpályája
Apja, Wickenburg Ödön mint ezredes, részt vett Miksa császár mexikói hadjáratában, 1865 és 1867 között vele élt Mexikóban. Édesanyja Horváth Stefánia Mária. 1874 és 1879 között császári és királyi apród volt a bécsi Theresianumban. Középiskoláit Bécsben, az egyetemet Budapesten végezte, ahol államtudományi oklevelet szerzett. Tanulmányainak befejezése után, mint gyakornok a fővárosi adófelügyelőségnél működött. 1882-ban Fiuméba került, ahol július 12-étől az adófelügyelő mellé beosztott fogalmazó volt. Fokozatosan előhaladva 1885. március 8-tól a fiumei és magyar–horvát tengerparti kormányzósághoz kinevezett minisztériumi fogalmazó, december 13-tól minisztériumi titkár, 1898. március 6-tól a Magyar–Horvát Tengeri Gőzhajózási Rt. miniszteri biztosa. Ezután 1898. május 18-tól a kormányzóságnál alkalmazott minisztériumi titkár, 1900. május 7-től minisztériumi osztálytanácsos, 1905. március 12-től minisztériumi osztálytanácsosi címmel közigazgatási előadó. 1906. október 10-tól miniszteri tanácsos, 1908. szeptember 9-tól kormányzóhelyettes, majd 1909. december 7. és 1910. november 13. között a kormányzóság vezetésével bízták meg. 1910. november 13–án fiumei és magyar–horvát tengerparti kormányzóvá és a tengerészeti hatóság elnökévé nevezték ki. 1917. július 31-ig töltötte be ezt a tisztséget. 1917. június 15-én ugyan felmentették posztjáról, de szeptember 3-ig mint tényleges fiumei kormányzó működött. 1911-ben kiváló működését valóságos belső titkos tanácsosi címmel jutalmazták. 1917-ben nyugalomba vonult, Velencében (Fejér megye) telepedett le. 
1905. május 30-án Wischenauban házasságot kötött Pückler-Limpurg Mária Zsófiával.
A Ferenc József jubileumi éremnek és keresztnek, a hadiékítményes vöröskereszt I. oszt. jelvényének, a Kínai Sárkányrendnek és a Ferenc József-rend hadiékítményes nagykeresztjének tulajdonosa. Fiume város díszpolgára, volt főrendiházi tag. Mint festő is kitűnt jeles tájképeivel. 